# Collegio uninominale Abruzzo - 04
Il collegio elettorale uninominale Abruzzo - 04 è stato un collegio elettorale uninominale della Repubblica Italiana per l'elezione della Camera dei deputati tra il 2017 ed il 2022.

## Territorio
Come previsto dalla legge elettorale italiana del 2017, il collegio era stato definito tramite decreto legislativo all'interno della circoscrizione Abruzzo.
Era formato dal territorio di 65 comuni: Abbateggio, Anversa degli Abruzzi, Ari, Bolognano, Brittoli, Bucchianico, Bugnara, Bussi sul Tirino, Campo di Giove, Cansano, Caramanico Terme, Carpineto della Nora, Casacanditella, Casalincontrada, Castiglione a Casauria, Chieti, Civitaquana, Civitella Casanova, Cocullo, Corfinio, Corvara, Fara Filiorum Petri, Farindola, Filetto, Francavilla al Mare, Guardiagrele, Introdacqua, Lettomanoppello, Manoppello, Miglianico, Montebello di Bertona, Orsogna, Pacentro, Pescosansonesco, Pettorano sul Gizio, Pietranico, Popoli, Pratola Peligna, Pretoro, Prezza, Raiano, Rapino, Ripa Teatina, Rocca Pia, Roccacasale, Roccamontepiano, Roccamorice, Salle, San Giovanni Teatino,  San Martino sulla Marrucina, San Valentino in Abruzzo Citeriore, Sant'Eufemia a Maiella, Scanno, Serramonacesca, Sulmona, Tocco da Casauria, Torre de' Passeri, Torrevecchia Teatina, Turrivalignani, Vacri, Vicoli, Villa Celiera, Villalago, Villamagna e Vittorito.
Il collegio era quindi compreso tra le province di Chieti, L'Aquila e Pescara.
Il collegio era parte del collegio plurinominale Abruzzo - 01.

## Eletti
| Elezione | Elezione | Deputato           | Partito               |
| -------- | -------- | ------------------ | --------------------- |
|          | 2018     | Daniele Del Grosso | Movimento 5 Stelle    |
|          | 2022     | Daniele Del Grosso | Insieme per il futuro |

### XVIII legislatura
Come previsto dalla legge elettorale, 232 deputati erano eletti con sistema a maggioranza relativa in altrettanti collegi uninominali a turno unico.
| Candidati              | Candidati                    | Voti    | %     | Liste                    | Voti    | %     |
| ---------------------- | ---------------------------- | ------- | ----- | ------------------------ | ------- | ----- |
|                        | Daniele Del Grosso ✔️ Eletto | 54 858  | 41,15 | Movimento 5 Stelle       | 54 858  | 41,15 |
|                        | Emilia De Matteo             | 45 625  | 34,22 | Forza Italia             | 20 684  | 15,52 |
| Lega                   | Emilia De Matteo             | 45 625  | 34,22 | 17 780                   | 13,34   |       |
| Fratelli d'Italia      | Emilia De Matteo             | 45 625  | 34,22 | 5 558                    | 4,17    |       |
| Noi con l'Italia - UDC | Emilia De Matteo             | 45 625  | 34,22 | 1 603                    | 1,20    |       |
|                        | Antonio Castricone           | 23 284  | 17,47 | Partito Democratico      | 18 709  | 14,03 |
| +Europa                | Antonio Castricone           | 23 284  | 17,47 | 2 188                    | 1,64    |       |
| Civica Popolare        | Antonio Castricone           | 23 284  | 17,47 | 1 555                    | 1,17    |       |
| Italia Europa Insieme  | Antonio Castricone           | 23 284  | 17,47 | 832                      | 0,62    |       |
|                        | Sonia Del Rossi              | 3 135   | 2,35  | Liberi e Uguali          | 3 135   | 2,35  |
|                        | Alessandro Feragalli         | 1 976   | 1,48  | Potere al Popolo!        | 1 976   | 1,48  |
|                        | Vincenzo Artese              | 1 820   | 1,37  | CasaPound                | 1 820   | 1,37  |
|                        | Carlo Di Carlo               | 800     | 0,60  | Il Popolo della Famiglia | 800     | 0,60  |
|                        | Dario Leone                  | 744     | 0,56  | Partito Comunista        | 744     | 0,56  |
|                        | Marco Di Somma               | 654     | 0,49  | Italia agli Italiani     | 654     | 0,49  |
|                        | Antonio Marsibilio           | 222     | 0,17  | 10 Volte Meglio          | 222     | 0,17  |
|                        | Luciano Morena               | 193     | 0,14  | Partito Valore Umano     | 193     | 0,14  |
| Totale                 | Totale                       | 133 311 | 100   |                          | 133 311 | 100   |
|                        |                              |         |       |                          |         |       |
| Voti non validi        | Voti non validi              | 4 695   | 3,40  |                          |         |       |
| Votanti                | Votanti                      | 138 006 | 75,09 |                          |         |       |
| Elettori               | Elettori                     | 183 782 |       |                          |         |       |